# Diario El Derecho
El Derecho (ED) es un diario jurídico originalmente publicado en soporte físico y que actualmente se publica en formato digital por la editorial homónima, dependiente de la Dirección de Editoriales de la Pontificia Universidad Católica Argentina.
Su primera edición se produjo el 21 de diciembre de 1961. Inicialmente el Diario El Derecho contenía jurisprudencia y legislación hasta que, en 1978, se incorporaron artículos de doctrina. Desde 2003, el diario se edita también en versión electrónica en formato PDF y web.
El Derecho tiene un enfoque generalista, dirigido a profundizar el conocimiento de los Abogados, siendo fuente de actualidad jurídica y apoyo permanente para el ejercicio profesional. En la actualidad es dirigido por el Doctor Alejandro Borda, siendo su Jefe de Redacción el Doctor Marco A. Rufino. 
Cuenta con suplementos especiales sobre derecho administrativo, dirigido por el Dr. Pedro Coviello; derecho constitucional, dirigido por el Dr. Eugenio Palazzo; derecho penal, dirigido por el Dr. Carlos Mahiques;  derecho laboral, dirigido por el Dr. Esteban Carcavallo, Cuadernos Jurídicos de Derecho de Familia, dirigido por la Dra. Ursula C. Basset; Derecho, Innovación y Desarrollo Sustentable, dirigido por el Doctor Emiliano C. Lamanna; y de Derecho Ambiental y Sustentabilidad dirigido por el Doctor Eduardo Andrés Pigretti.